# NigeriaSat-2
NigeriaSat-2 ist ein Erdbeobachtungssatellit der nigerianischen Weltraumbehörde NASRDA.
Er wurde am 17. August 2011 mit einer Dnepr-Konversionsrakete zusammen mit den Satelliten Sitsch-2, NigeriaSat-X, RASAT und EduSAT vom Kosmodrom Jasny gestartet.

## Aufgaben
NigeriaSat-2 ist Teil der im Aufbau befindlichen länderübergreifenden Satellitenprogramms African Resource Management (ARM), welches von Südafrika vorgeschlagen und von Nigeria, Algerien und Kenia sowie weiteren interessierten Ländern in Afrika unterstützt wird. Ziel dieser Satellitenkonstellation ist es, den afrikanischen Ländern in Echtzeit Zugriff auf uneingeschränkte und kostengünstige Satellitenbeobachtungsdaten zu geben, wodurch ein effektives Ressourcen- und Umweltmanagement in Afrika möglich werden soll. Die beteiligten Länder arbeiten bei den Kosten, dem Wissen und in der Infrastruktur zusammen. Eine Schlüsselrolle spielte dabei der nigerianische Präsident Olusegun Obasanjo, der nach seiner Wahl 1999 den Schutz und die Überwachung der Erdölanlagen des Landes bei den anhaltenden politischen und ethnischen Unruhen im Niger-Delta-Region gewährleisten wollte, da sich Gewalt, Entführungen, Sabotage und die Beschlagnahme von Ölanlagen häuften. Im Bemühen den Vandalismus zu stoppen, bestellte die nigerianische Regierung Satellitentechnik aus den Vereinigten Staaten für deren Überwachung.
NigeriaSat-2 ist auch Teil der Disaster Monitoring Constellation (DMC).

## Auftragsvergabe
Am 10. Oktober 2006 unterzeichnete der britische Satelliten-Spezialisten Surrey Satellite Technology Ltd (SSTL) in Abuja einen Vertrag für die Entwicklung von NigeriaSat-2, was nach dem ebenfalls von SSTL gelieferten Erdbeobachtungsmikrosatelliten NigeriaSat-1 einen großen Schritt für Nigerias Raumfahrtprogramm darstellt. Die Auswahl von SSTL durch die National Space Research and Development Agency (NASRDA) Nigerias folgte auf eine detaillierte technische Bewertung durch Telesat Kanada, dem technischen Berater der NASRDA. Der 300 kg schwere Satellit soll Nigeria mit geografisch referenzierten hochauflösenden Satellitenbildern für die Kartografie, das Management der Wasserressource, die landwirtschaftliche Nutzung, Bevölkerungsschätzung und Katastrophenvorsorge liefern. Er basiert auf dem neuen Satellitenbus SSTL-300i von SSTL, der die Basis für preiswerte und dennoch hochauflösende kleine Erdbeobachtungssatelliten bilden soll und Technologien verwendet, die für die Missionen TOPSAT und Beijing-1 entwickelt wurden.

## Aufbau
Die Nutzlast besteht aus verschiedenen Kameras, die eine Auflösung von 2,5 m (panchromatisch), 5 m in vier Spektralbereichen und 32 m in vier anderen Spektralbereichen besitzen. Die Schwadbreite beträgt 20 × 20 km (2,5 und 5,0 m) und 300 × 300 km (32 m). Die Auflösung von 32 m gewährleistet die Kompatibilität mit den Bildern von NigeriaSat-1, während die hohe Auflösung von 2,5 m und 5 m für neue Anwendungen herangezogen werden. Da die Kameras als Linienscanner arbeiten, wurde die Konstruktion so ausgelegt, dass theoretisch Bilder mit der Schwadbreite entstehen, deren Länge nur durch die Speicherkapazität des Satelliten begrenzt werden. Zusätzlich können mehrere Aufnahmen zu Bildern mit noch größerer Schwadbreite noch im Satelliten zusammengesetzt werden oder durch die Aufnahme von mehreren Bildern beim gleichen Überflug des Gebietes eine Stereoaufnahme erstellt werden. Dazu kann der Satellit bis zu 45° zur Bahn geneigt werden. Je nach Auflösung sind die folgenden Einsatzzwecke für die Bilder vorgesehen:
- Kartografie (2,5 m panchromatisch)
- Ölunfälle: Erkennung, Ausmaß und Lage (2,5 m oder 5 m)
- Landnutzungsänderungen in ländlichen / städtischen Gebieten (5 m)
- Hydrologie (Bewässerung, Projektüberwachung)
- Landwirtschaft und Überwachung der Wälder
- Sicherheitsüberwachung (2,5 m panchromatisch)
- Straßen- und Schienenausbau und Wartung
- Pipeline-Überwachung
- Nachweis von illegalem Bergbau, Feuer etc.[4]

Die Bilder werden durch zwei Downlinks von 105 Mbps, welche auch zu einer 210 Mbps Einkanalverbindung verschaltet werden können, zur Erde übertragen.